# Gélatine (éclairage)
Pour les articles homonymes, voir Gélatine (homonymie).

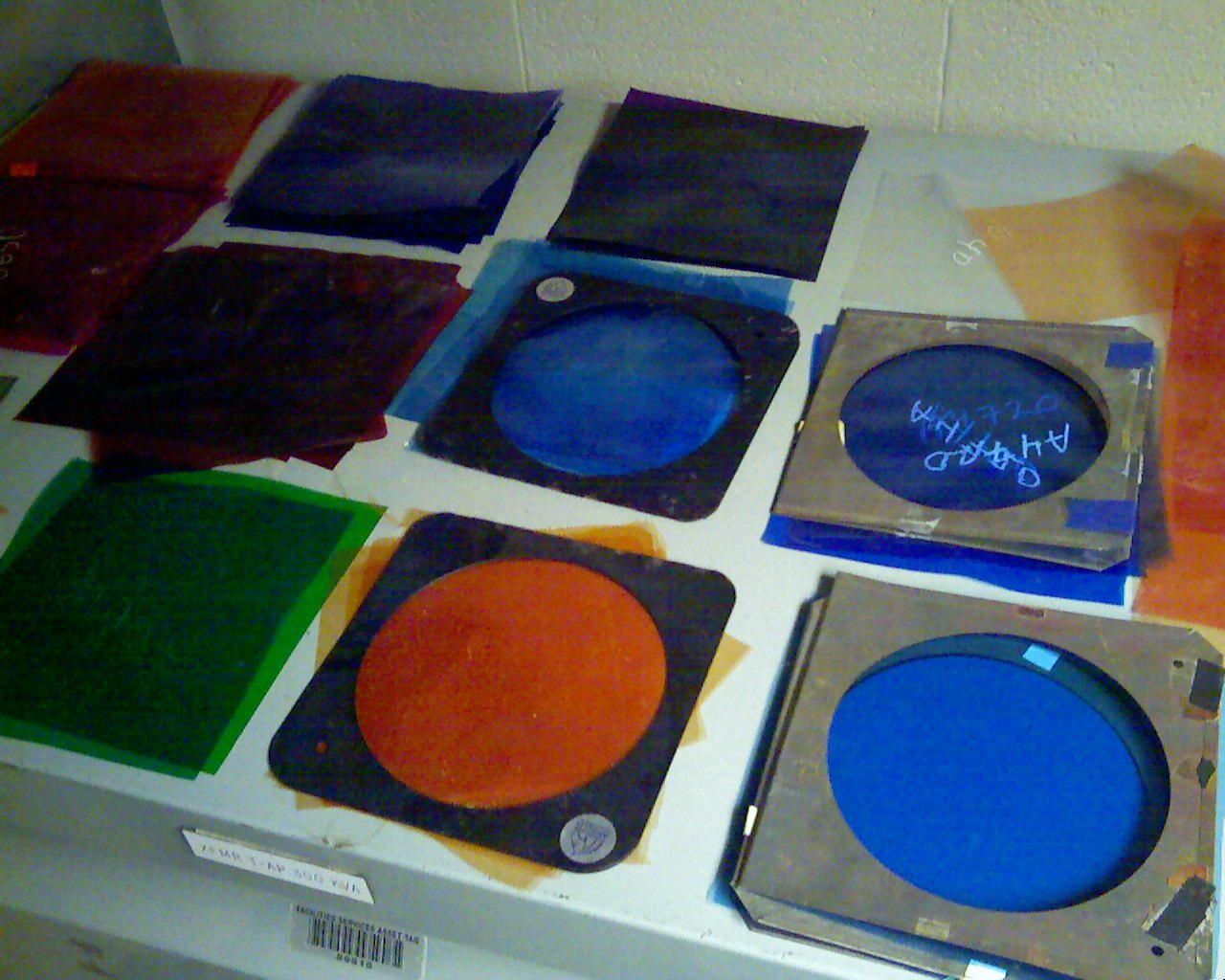
Exemples de films colorés

Dans le jargon professionnel de l'éclairage, on appelle gélatines des films colorés utilisés sur des projecteurs pour en modifier la lumière. Ils se présentent sous la forme de feuilles vendues en rouleaux ou en formats, que l'on peut couper pour les ajuster aux porte-filtres. On les utilise aussi attachés aux volets coupe-flux par des pinces à linge en bois.
Le nom de gélatine vient de la ressemblance de la matière avec celle des filtres optiques utilisés avec les objectifs photographiques, par opposition aux filtres en verre coloré seuls disponibles avant l'invention de matières plastiques ininflammables et résistant à la chaleur des projecteurs.
Les colorants de ces films, soumis à la chaleur et au rayonnement concentré des appareils d'éclairage, ont une durée de vie limitée.

## Filtre en gélatine

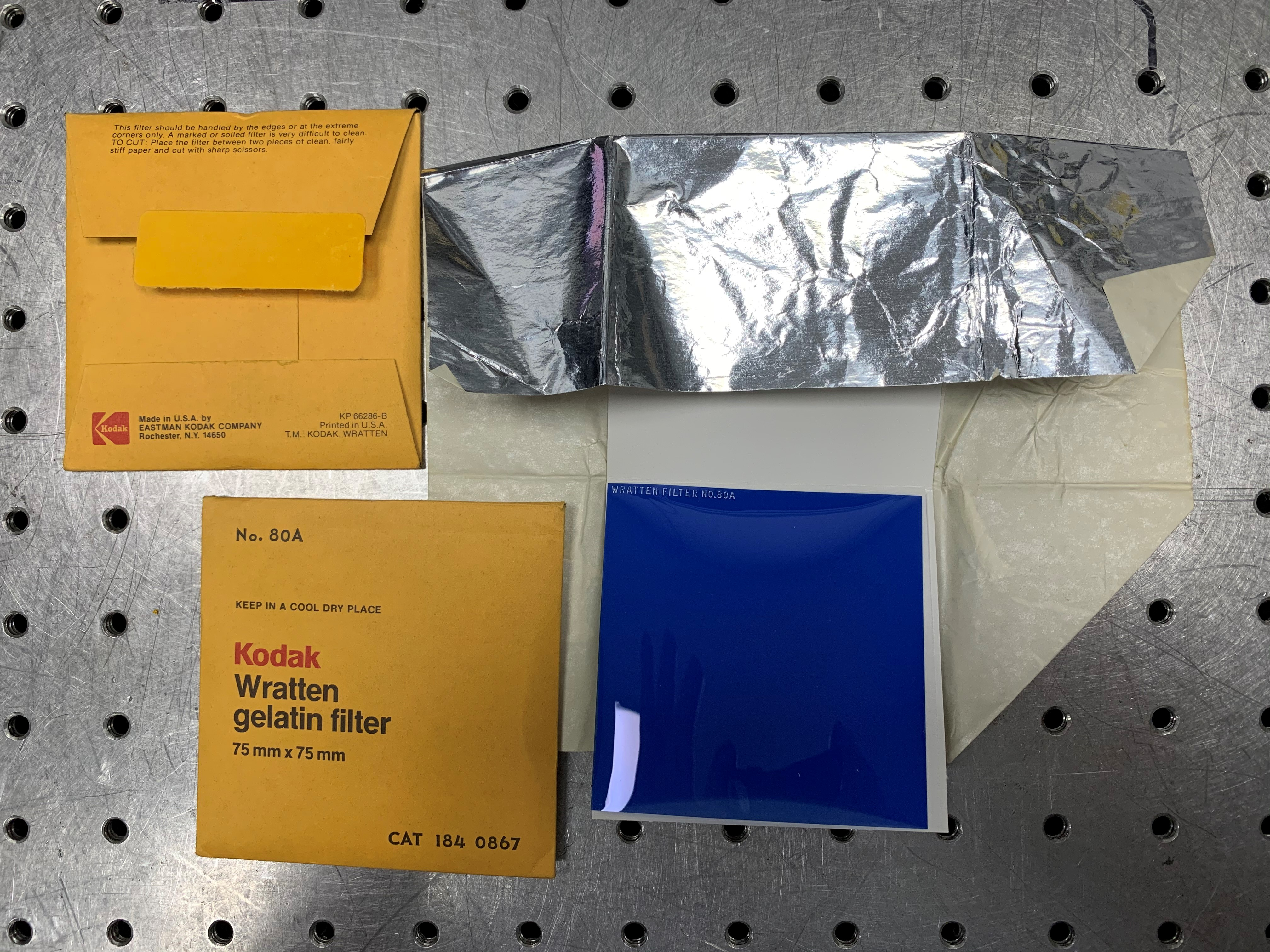
Filtres en gélatine pour appareils photographiques.

Les filtres en gélatine colorée s'emploient dans les faisceaux lumineux formateurs d'image, où ils perturbent peu l'optique, grâce à l'indice de réfraction faible de ce matériau et à son bon état de surface. On peut facilement disperser des colorants solubles dans la gélatine, ce qui limite également la diffusion de la lumière par le filtre. Les filtres en gélatine ont longtemps été les seuls films souples utilisés, mais ils ne résistent pas à la chaleur, ni les filtres en acétate de cellulose, moins chers, utilisés avec les sources de lumière en laboratoire et au tirage photographique. Pour les projecteurs, on devait employer du verre coloré. Quand des plastiques suffisamment résistants à la chaleur et ininflammables ont été introduits, dans la deuxième moitié du XXe siècle, les photographes les ont appelés gélatine, comme ceux qu'ils mettaient devant les objectifs.

## Filtres pour projecteurs
L'emploi de film polyester permet de réaliser des feuilles transparentes facilement colorables, moins lourdes et fragiles que le verre, et résistantes à la chaleur des projecteurs.